# Alcoletge
Alcoletge és un municipi de la comarca del Segrià, a Catalunya. És l'únic nucli de població agrupada del terme. Hi ha també les urbanitzacions del Camí d'Artesa, el Camí de Lleida, el Tossal de la Nora, Concòrdia i el Roser.
Entre les partides cal esmentar la de la Plana i la de les Gavarneres a ponent, la de l'Argelagar a l'est, la del Pla Negret al sud i la de l'Església Vella. La població és a 213 m d'altitud, als vessants del Tossal d'Alcoletge, en una filera de puigs a les primeres terrasses que voregen el Segre.
Les principals vies de comunicació que comuniquen a la localitat són la carretera comarcal C-13 i l'autovia A-2.
L'alcalde n'és Josep Maria Gras, que prengué el relleu de Maria Lluïsa Prat Boneta.

## Etimologia
En documentació antiga (segle xii) es coneixia com a Alcholeya, que deriva de la veu àrab al-qulaia, que significa "el castellet".

## Geografia
- Llista de topònims d'Alcoletge (Orografia: muntanyes, serres, collades, indrets..; hidrografia: rius, fonts...; edificis: cases, masies, esglésies, etc).

El terme municipal d'Alcoletge, de 16,44 km², limita amb els municipis de Lleida a l'oest i al sud, Bell-lloc d'Urgell (Pla d'Urgell) a l'est, Vilanova de la Barca al nord i Corbins al nord-oest.
S'estén des del sector nord-est de la plana del Segrià, al marge esquerre del Segre (límit nord-oest del terme), fins al sector de contacte entre les terrasses fluvials que segueixen el curs del riu (Tossal de la Nora, al nord, i Tossal d'Alcoletge), i a la plana urgellenca, de la qual forma part el sector de llevant.

### Comunicacions i transports
La principal via de comunicació és la carretera comarcal catalana C-13, paral·lela al Segre. També paral·lelament, però a la carretera comarcal, hi passa la línia del ferrocarril de Lleida cap a la Pobla de Segur, que fa parada al municipi. També passa pel municipi l'autovia A-2, circumval·lant la població pel sud. Pel municipi hi ha senyalització urbana i rural.
Al poble hi ha un baixador de la línia ferroviària Lleida - la Pobla de Segur de Ferrocarrils de la Generalitat de Catalunya.
Hi ha servei de línia regular d'autocar amb 2 parades, una a la plaça Sitjar i l'altra a la C-13 en el seu pas per la població. El servei és dut a terme per la companyia Alsina Graells.

### Camins municipals
- Camí cap a Bell-lloc d'Urgell, va al Pla d'Urgell (asfaltat)
- Camí cap a Bellvís, va al Pla d'Urgell (asfaltat)
- Camí cap a Vilanova de la Barca (asfaltat)
- Camí dels Alamús (asfaltat)
- Camí d'Artesa (asfaltat)
- Camí de les Comes (sense asfaltar)
- Camí de les Roquetes (sense asfaltar)
- Camí del Pla Negret (sense asfaltar)
- Camí del Riu (condueix fins a la partida de Granyena, al terme de Lleida)
- Camí del Mig (bifurcació a la dreta del Camí de Bellvís)
- Camí de la Nora (sense asfaltar)
- Camí Real (sense asfaltar)
- Camí de Miralbó (sense asfaltar)
- Camí de la Via (sense asfaltar)

### Població i demografia
La població disseminada del municipi habita en cases de segona residència esteses per diferents sectors del terme. Es tracta de parcel·lacions indiscriminades i no legalitzades: el Camí d'Artesa, situat a l'entorn del Camí del qual pren el nom, i el Tossal de la Nora, que s'ha desenvolupat en dos sectors.
Segons les dades del padró a data 3 de març de 2008, el nombre d'habitants és de 2.595 persones.
| 1497 f | 1515 f | 1553 f | 1717 | 1787 | 1857 | 1877 | 1887 | 1900 | 1910 |
| ------ | ------ | ------ | ---- | ---- | ---- | ---- | ---- | ---- | ---- |
| 24     | 35     | 45     | 41   | 391  | 817  | 807  | 901  | 898  | 963  |

| 1920 | 1930 | 1940 | 1950 | 1960  | 1970  | 1981  | 1990  | 1992  | 1994  |
| ---- | ---- | ---- | ---- | ----- | ----- | ----- | ----- | ----- | ----- |
| 989  | 953  | 911  | 978  | 1.081 | 1.315 | 1.365 | 1.481 | 1.521 | 1.521 |

| 1996  | 1998  | 2000  | 2002  | 2004  | 2006  | 2008  | 2010  | 2012  | 2014  |
| ----- | ----- | ----- | ----- | ----- | ----- | ----- | ----- | ----- | ----- |
| 1.618 | 1.709 | 1.770 | 1.862 | 1.973 | 2.239 | 2.595 | 2.816 | 3.191 | 3.270 |

| 2016  | 2018  | 2020  | 2022  | 2024  | 2026 | 2028 | 2030 | 2032 | 2034 |
| ----- | ----- | ----- | ----- | ----- | ---- | ---- | ---- | ---- | ---- |
| 3.375 | 3.419 | 3.435 | 3.470 | 3.594 | -    | -    | -    | -    | -    |

## Història
L'origen del topònim prové de la paraula àrab alcolea, que vol dir "el castell petit".
Alcoletge apareix documentat el primer terç del segle xii en un conveni del 1118 entre Ramon Berenguer III i Arnau I d'Anglesola (recollit en el Liber feudorum maior). El mateix Ramon Berenguer III, en els seus tractes amb el valí almoràvit de Lleida Ibn Hilam (Avifelel), rebé en penyora el castell d'Alcoletge.
Sembla que el territori d'aquest terme (com el dels veïns Vilanova de la Barca -Castell Pagès-, la partida de Granyena o el despoblat de Sant Julià de la Carnassa, no identificat, que es trobava al camí d'Alcoletge) té un poblament d'origen visigòtic. Potser Sant Julià donà origen al poble islàmic d'Alcoletge. Aquest topònim, junt amb el d'Avinverme, antecessor de la partida i santuari de Granyena, es troba profusament documentat en el Capbreu autèntich de La Seu (1382) i en els censos parroquials.
L'Ordinatio del 1168 cita ja la parròquia d'Alcoletge dins la prepositura de Bell-lloc, i el poble consta des del 1200 com a part del veïnatge de la ciutat de Lleida (jurídicament es mantingué sempre amb el caràcter de poble de contribució de Lleida). Tanmateix, ja dins el regnat de Pere III (1358) apareix en el censos estudiats per Pons i Guri com un indivís del noble Ramon de Centelles i de l'abadessa del Monestir de Jonqueres de Barcelona. En el fogatjament de 1365-70 figura, dins la vegueria de Lleida, com a indivís de Lluís Icard de Mur i la mateixa abadessa (amb 23 focs) i hom hi afirma que havia pertangut a la muller del ciutadà de Lleida Pere (probablement Pere Giner).
Des que Benet XII concedí el 1340 determinades indulgències al santuari de Granyena (del veí terme de Lleida, a tocar d'Alcoletge), Alcoletge professà una gran devoció a la imatge de la Mare de Déu de Granyena, que n'esdevingué patrona. Les terres veïnes del camí d'Alcoletge des de Lleida eren regades per la séquia de Fontanet.
El 2 de juny de 1386 Pere III (segons el Llibre verd de l'arxiu municipal de Lleida) vengué en franc alou a La Paeria de Lleida el dret de mixt i mer imperi, és a dir, la jurisdicció civil i criminal i tots els drets jurisdiccionals sobre Alcoletge per 7.000 sous barcelonesos.
Hom fa constar en el document l'indivís entre Lluís de Mur i el monestir de Jonqueres. La donació o venda fou confirmada per Alfons IV el 1424. Encara que Alcoletge perdé el caràcter de poble de contribució de Lleida a causa de les senyories esmentades, a la fi de l'antic règim (1836) recuperà un dret sobre els llocs de Torres de Segre, Poblet, Sudanell i Alguaire en virtut de les cartes de veïnatge atorgades a la fi del segle XIV.
El segle xvi fou beneficiós per al poble i la prosperitat agrícola permeté a les monges de Jonqueres de construir un magnífic casal de pedra picada amb façana renaixentista i bella galeria amb arcs a la part posterior (desaparegut cap a l'any 90 del segle passat, en fer-s'hi un bloc d'habitatges).
El 1553 el lloc tenia 35 focs (uns 175 habitants) i posseïa encara el castell d'origen islàmic. La séquia de Fontanet restà subjecta a les ordinacions donades per La Paeria de Lleida el 1543 i persistí el domini alodial de Jonqueres, mentre que la jurisdicció criminal era de La Paeria de Lleida. El 1595 hom reparava el pont de Sant Julià de la Carnassa sobre la séquia de Fontanet, que era el camí més dreturer per anar al santuari de Granyena.
El segle xvii, amb la Guerra dels Segadors, fou fatal per a aquest sector: fou saquejat el santuari, destruït el castell d'Alcoletge i el 1665 consta que el lloc d'Alcoletge (com Bell-lloc, Albatàrrec i els Alamús) s'havia despoblat, i encara es tornà a despoblar després del desastre del 1707, a la Guerra de Successió. Es mantenia la senyoria de l'abadessa de Jonqueres, però el nou Ajuntament de Lleida, sorgit dels decrets de Nova Planta, nomenà el 1719 batlle de la jurisdicció criminal del lloc i terme d'Alcoletge, del partit de Lleida, Francesc Montserrat, i la població quedà constituïda així en Ajuntament. Des del 1794 els pagesos del terme formaren part de la comunitat de regants sota la Junta de Sequiatge de Lleida, cosa que facilità l'extensió dels fruiters i del conreu de la patata i del blat de moro. El canal d'Urgell beneficià encara la producció agropecuària i aquest progrés es reflectí en la demografia. El municipi s'ha regit molts anys per les anomenades Ordinacions d'Alcoletge, aprovades per la diputació de Lleida el 1920.

## Indústria i economia
L'agricultura ha estat la base tradicional de l'economia del municipi. La terra conreada (1.072 ha. el 1989) representa el 65,2% del terme. La totalitat dels conreus són regats per les séquies derivades del Segre (la de Fontanet i altres) i del canal d'Urgell (séquia de les Canals).
El principal conreu són els fruiters, entre els quals destaquen les pereres i les pomeres; el presseguers tendeixen a decréixer. També decreixen el blat, l'ordi i el farratge, mentre que el blat de moro o panís es va mantenint. Les explotacions censades eren 143 el 1989 i la tinença directa de la terra pel propietari és la més estesa, mentre que ha disminuït el sistema d'arrendament i ha augmentat el de parceria. Té importància la cria d'aviram (58 milers de caps) i la de porcs (5.729 caps), i menys la d'ovins (849 caps) i bovins (393 caps).
A Alcoletge hi ha la Cooperativa de Nostra Senyora del Carme, integrada a ACTEL, la qual es dedica a la comercialització de la fruita i els cereals; també subministra adobs i insecticides.
Lleidatana de Congelació té cambres de congelació de carn i peix, i Corinsa de conservació de fruita. Lleidatana de Pinsos i Picber són fàbriques de pinsos. També hi ha una bòbila o teuleria (Les Forques), una empresa d'estructures metàl·liques (Monvaga) i diversos tallers de ceràmica i de fusteria. La zona industrial s'estén a ambdós costats de la C-13.
Els canals i séquies que reguen el municipi són: 
- Séquia de Fontanet a l'Horta
- Séquia Ramal Nou
- Séquia Secleta
- Canonada de la Palosca
- Canonada del Muntanyola
- Canonada de la Lletra

## Política

### Alcaldes
| Legislatura | Nom                           | Partit polític                             |
| ----------- | ----------------------------- | ------------------------------------------ |
| 1979-1983   | Ramon Pascual Julvez          | Independents                               |
| 1983-1987   | Ramon Pascual Julvez          | Independents                               |
| 1987-1991   | Francesc Cortasa Monlau       | Partit dels Socialistes de Catalunya (PSC) |
| 1991-1995   | Francesc Cortasa Monlau       | Partit dels Socialistes de Catalunya (PSC) |
| 1995-1999   | Francesc Molina Molero        | Convergència i Unió (CIU)                  |
| 1999-2003   | Rosa del Carme Camps Cortassa | Esquerra Republicana de Catalunya (ERC)    |
| 2003-2007   | Rosa del Carme Camps Cortassa | Esquerra Republicana de Catalunya (ERC)    |
| 2007-2011   | Alexandra Cuadrat i Capdevila | Partit dels Socialistes de Catalunya (PSC) |
| 2011-2015   | Alexandra Cuadrat i Capdevila | Partit dels Socialistes de Catalunya (PSC) |
| 2015-2019   | Maria Lluïsa Prat Boneta      | Convergència i Unió (CiU)                  |
| 2019-2023   | Josep Maria Gras Charles      | Unides i Units per Alcoletge               |

## Patrimoni turístic

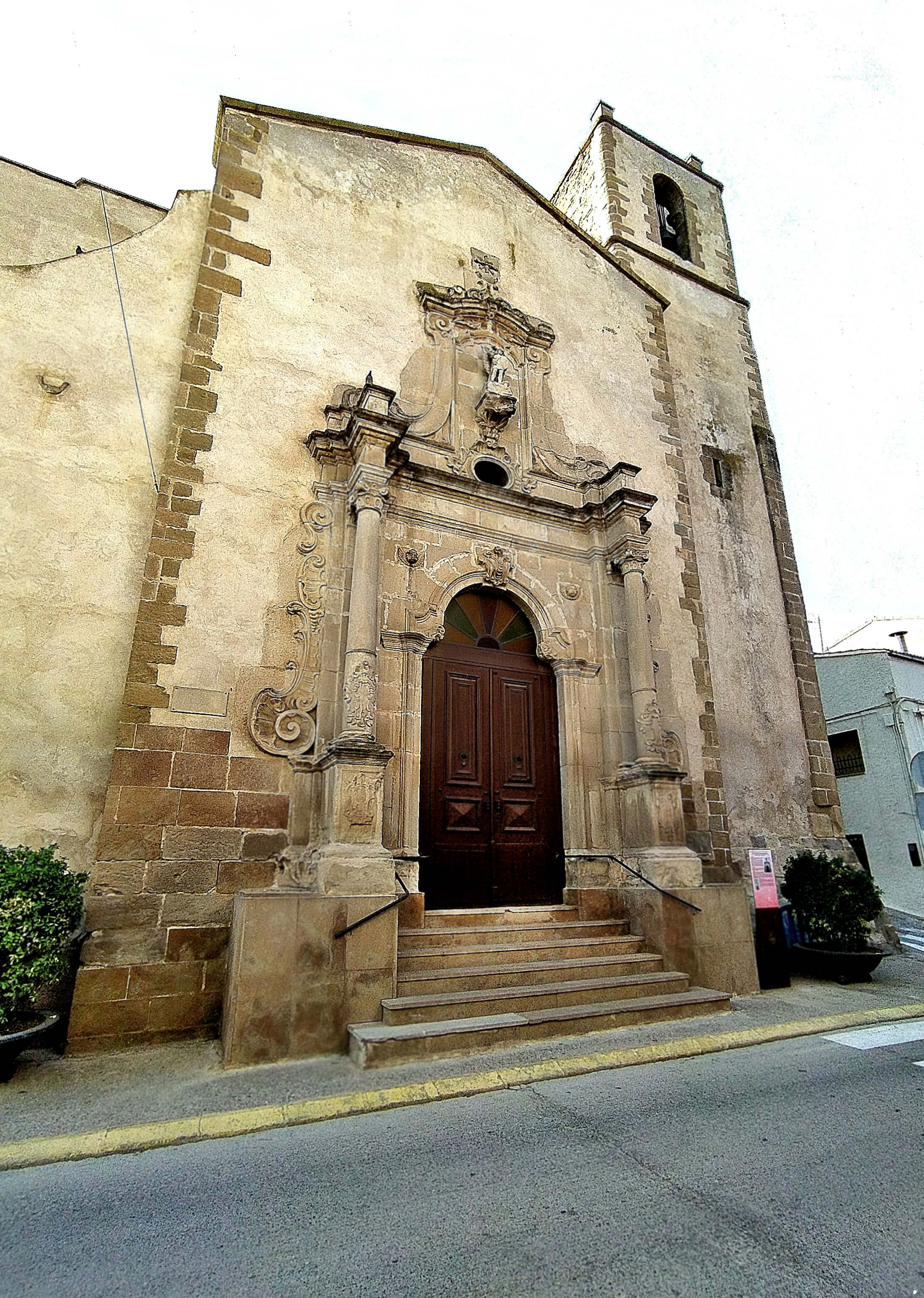
Església parroquial de Sant Miquel Arcàngel.

L'Església parroquial de Sant Miquel Arcàngel aixecada aproximadament el 1765. És un bon exemple de l'arquitectura barroca del segle xviii. Presenta una façana amb elements propis d'aquest estil com rocalles, volutes, àmplies cornises i un parell de columnes sobre pòdium. A l'interior trobem tres naus amb voltes d'aresta i llunetes, creuer amb cúpula central i presbiteri de planta rectangular.

### El Tossal dels morts
Al cim d'aquest turó s'enlairava una torre d'època musulmana de la qual només resta un petit fragment de mur. Al segle xix es va construir un cementiri vigent vers principis del segle xx. El 1938 els republicans excavaren una xarxa de trinxeres i fortificacions que han estat restaurades en successives campanyes, afegint recentment un accés amb esglaons de fusta pel vessant est. Des d'aquest lloc s'albira una bonica panoràmica del Segrià, la Noguera i l'Urgell. El juny del 2014 es va inaugurar una rehabilitació de l'espai, al qual s'hi pot fer una visita cultural.

### El Tossal de la Nora
Tossal al nord-est del terme entre Alcoletge i Vilanova de la Barca. S'hi poden visitar quatre tombes medievals excavades a la roca i trinxeres fetes a la darrera Guerra Civil.

### Cal Cortasa
Casa pairal situada al carrer Major construïda a la segona meitat del segle xviii. Al seu interior trobem tres habitacions amb interessant decoració barroca.

### Centre d'Interpretació del Patrimoni de la Guerra Civil Ermengol Piró
Es tracta d'un museu dedicat a recuperar la memòria històrica a fi de preservar el llegat documental i testimonial d'aquest emplaçament clau del Front del Segre i posar-lo a l'abast del públic en general.

## Festivitats
El mercat municipal se celebra els dimecres al matí.
Festa Major de Maig: segon diumenge de maig. És la primera festa major del poble. El darrer dia és tradicional que les diverses colles preparin el plat típic, la Cassola de Tros, o també coneguda com a Catxipanda, a l'aire lliure i fent un dinar col·lectiu al pavelló esportiu municipal.
Tercer diumenge de setembre. És la segona festa major, el diumenge també se celebra la Festa de la Cassola.
Festa de la Mare de Déu del Carme. Patrona del poble, se celebra el 16 de juliol.
Una altra tradició ben arrelada és la festa de la diada dels Timons, que organitza l'Agrupació Recreativa i Cultural Els Timons des del 1989 en què participen tots els veïns del poble.

## Entitats culturals

### Els Timons
L'origen dels Timons es remunta a finals dels anys setanta quan un grup de veïns van endegar una crida per formar una associació cultural; fruit de la crida es va constituir l'entitat a través d'una acta fundacional el 7 de desembre de 1981; naixia així l'Agrupació Cultural i Recreativa "Els Timons". Actualment està formada per 530 famílies aproximadament. Assumir la tasca de fomentar la cultura en tots els seus aspectes, a fi d'elevar el nivell cultural de la població. També preparen activitats lúdiques, artístiques i recreatives per infants, joves i gent gran del poble. Activitats: La Setmana Cultural (durant el mes d'abril) és una setmana plena d'activitats i conferències per gaudir-ne tot soci i tot el poble. Es comença pel dia del soci, amb un dinar de germanor al pavelló municipal organitzat pels membres de la junta. El següent dia és el 23 d'abril, Sant Jordi, durant el qual es venen llibres i roses a la plaça de l'Ajuntament. Finalment els dies següents al 23 d'abril s'organitzen les conferències que es duen a terme al vespre-nit a la sala d'actes de l'Ajuntament. Mare de Déu del Carme: (15 i 16 de juliol) se celebra la patrona del poble amb un sopar a la plaça de l'Ajuntament. El dia 16 es fa l'elecció de les pubilles i hereus infantils i grans. Les Festes de Nadal: el dia 25 de desembre al matí arriba el Pare Nöel i el Cagatió, a mitja tarda es fa un berenar sopar al pavelló municipal acompanyat d'una orquestra. El dia 31 de desembre els membres de la junta preparen la festa de fi d'any al pavelló municipal. El dia 5 i 6 de gener es prepara la cavalcada de reis, recorrent pels carrers del poble.

### Llar de Jubilats Sant Miquel Arcàngel
Fou fundada l'any 1985 amb el primer president Jaume Font Ripoll, que va entrar el dia 21 de febrer de l'any esmentat. Des que es va fundar, aquesta entitat es dedica a diverses activitats, per exemple, celebrar festes populars, com Santa Àgueda, Sant Josep (festa del pare), "festa de la Gent Gran", la Castanyada, i també organitza cursos de gimnàstica, algun concurs de botifarra… La llar es troba als baixos de l'Ajuntament.

### Club Patí Alcoletge
El Club Pati Alcoletge es va fundar el 21 de gener de 2004, és una entitat esportiva amb l'objectiu de fomentar i practicar el patinatge artístic, però no vol tampoc deixar de banda l'acció formativa dels afiliats tant en la vessant social com de conducta esportiva. Tot i ésser un club de nova creació està tenint un bon rendiment tant a nivell esportiu com també d'actes social, festius i lúdics dintre del municipi. La seu social està ubicada al C. Santa Maria núm. 6 d'Alcoletge. Va començar amb una minsa participació de patinadors, ja que només n'hi havia 12, però any rere any ha anat creixent fins a arribar en l'actualitat a 46 patinadors. El club està afiliat a la Federació Catalana de Patinatge i participa en tots els actes que organitza, tant a nivell provincial com de Catalunya. A més de les competicions i festivals organitzades per la federació, el Club també és invitat per altres col·lectius per a oferir actuacions a diferents llocs de la província.

### Milmaneres
A la primavera els carrers d'Alcoletge es transformen per acollir-hi el Festival d'Arts Escèniques Milmaneres, amb una gran varietat d'espectacles per a públics de totes les edats.

### Altres entitats
- Grup de teatre: Depenent de l'agrupació recreativa i cultural "Els Timons"
- Coral de Sant Miquel: Grup de coral d'adults, ubicat a la Casa Parroquial
- Colla Doiuts
- Associació Mares i Pares del CEIP d'Alcoletge
- Grup Escala HI-FI
- Associació grup Farré Vell Alcoletge
- Club de Bitlles d'Alcoletge
- Club de Futbol Sala Alcoletge
- Associació de Caçadors d'Alcoletge amb Camp de tir: Al tossal de la Nora i Vedat de caça: 1.764 ha.
- Associació Esportiva Alcoletge: Té equips de bàsquet, futbol i futbol sala de diferents edats.

## Instal·lacions esportives
- Piscines Municipals
- Pavelló Municipal Ramon Pascual

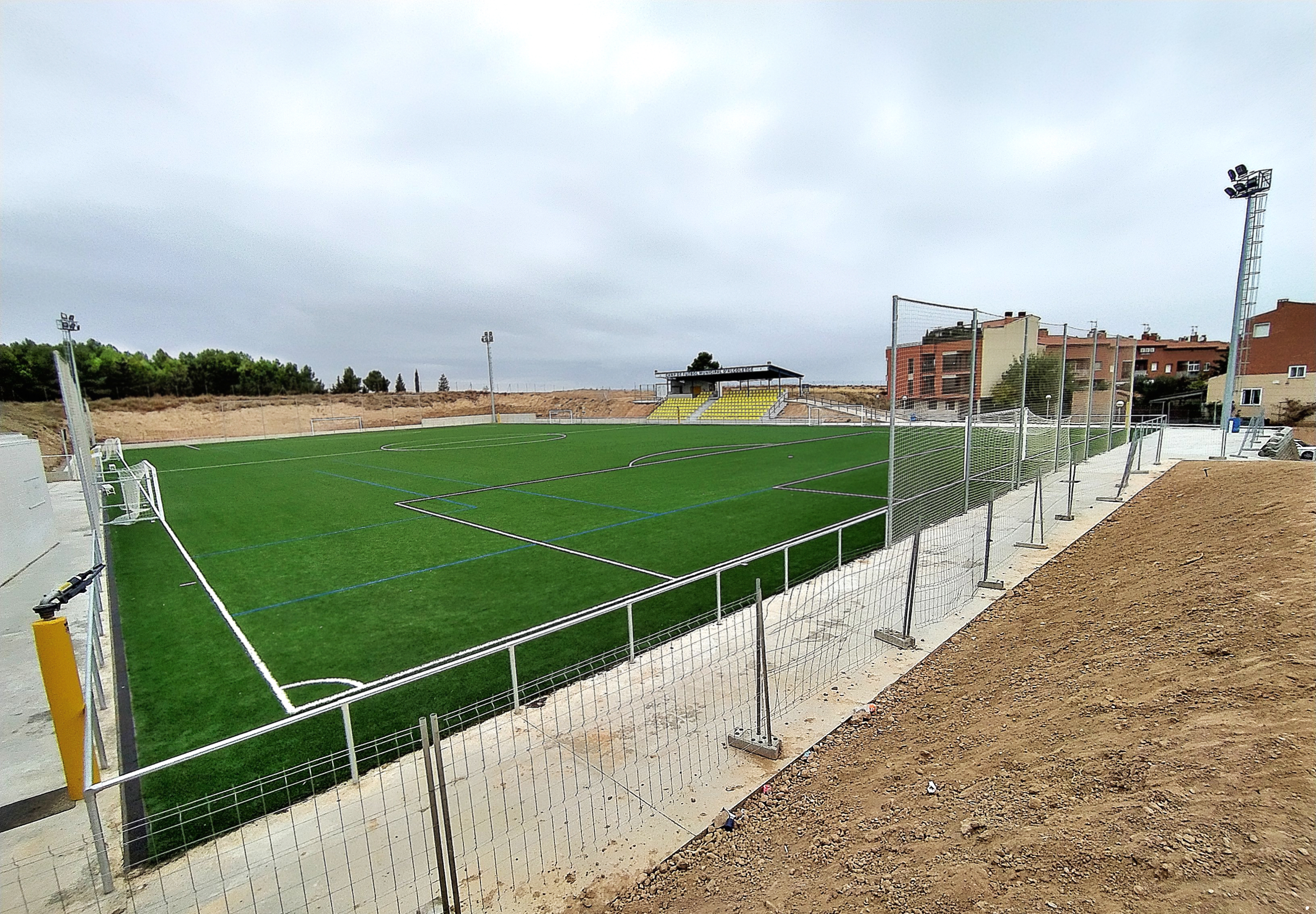
Camp de futbol municipal d'Alcoletge.

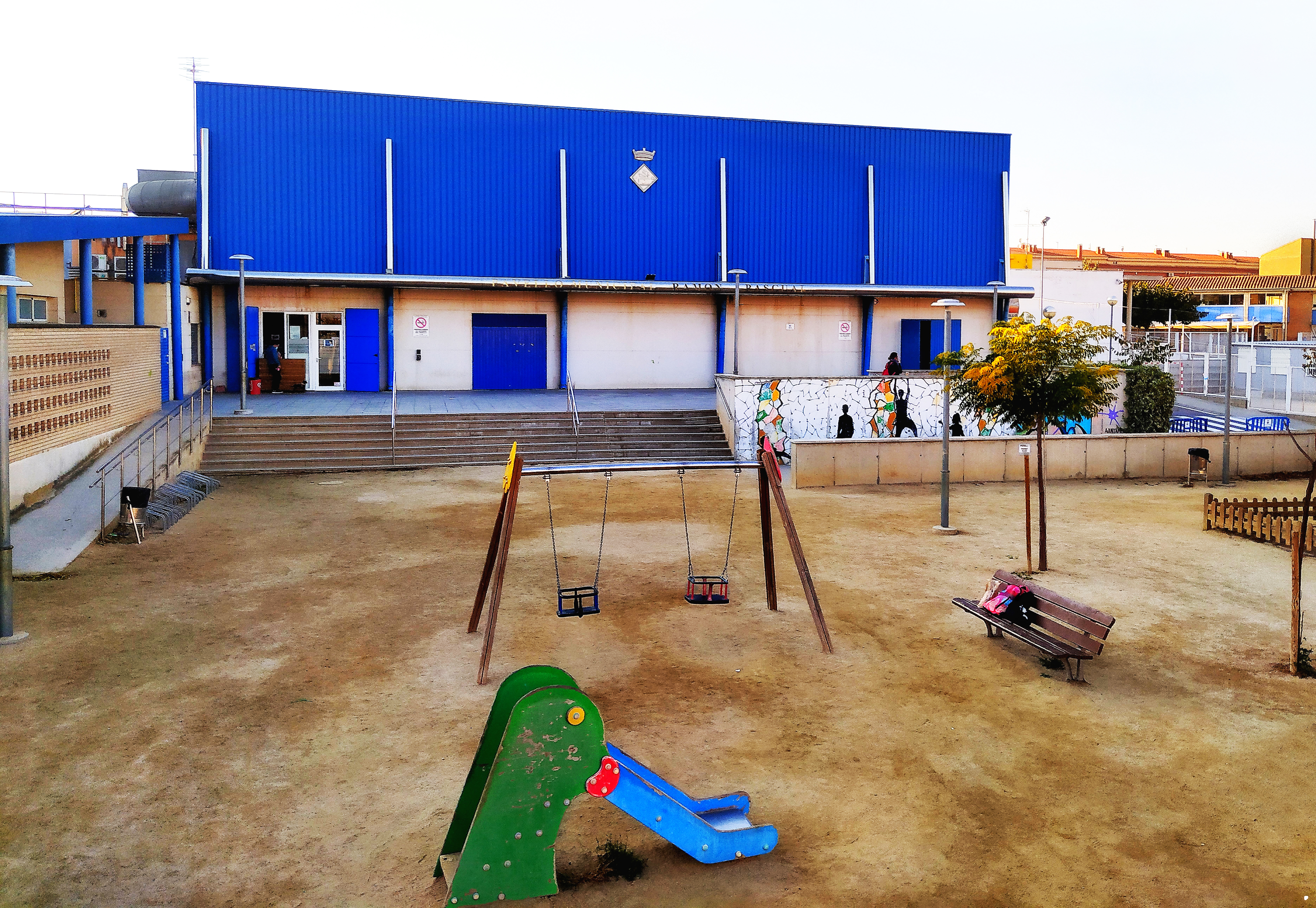
Pavelló Municipal "Ramon Pascual" (Alcoletge-Lleida).

- Camp de futbol municipal d'Alcoletge
- Pavelló Municipal "Ramon Pascual"